# Pumpspeicherwerk Wendefurth
Das Pumpspeicherwerk Wendefurth, auch Pumpspeicherkraftwerk Wendefurth genannt, ist das einzige Pumpspeicherkraftwerk in Sachsen-Anhalt. Es liegt im Landkreis Harz nahe dem Thaler Stadtteil Wendefurth an der Bode und nutzt ein oberhalb der Talsperre Wendefurth gelegenes Oberbecken zur Erzeugung von elektrischem Strom. Der Baubeginn war 1960 und die Inbetriebnahme 1967. Von 2012 bis 2014 wurde das Kraftwerk einer Revision und Modernisierung unterzogen.
Das Kraftwerk Wendefurth wird als Spitzenlastkraftwerk von Vattenfall betrieben und verwendet nicht benötigte elektrische Energie aus Grundlastkraftwerken, um Wasser aus der unterhalb der Rappbode-Talsperre liegenden Talsperre Wendefurth (351,9 m ü. NHN) über zwei 383 m lange Rohrleitungen mit einem Durchmesser von je 3,4 m und einer mittleren Fallhöhe von 126 m in ein südlich der Talsperre Wendefurth gelegenes Oberbecken (468,4 m) zu pumpen. Dieses hat bei einem Gesamtstauraum von 1,97 Mio. m³ ein Arbeitsvermögen von 531 MWh.
Im Maschinenhaus des Kraftwerks sind zwei Francis-Pumpturbinen eingebaut, die im Turbinenbetrieb bei einer Nenndurchflussmenge von 39 m³/s und einer Fallhöhe von 126 m eine Leistung von je 40 MW entwickeln. Sie sind direkt mit Drehstrom-Synchrongeneratoren gekoppelt, die für den Pumpbetrieb als Elektromotor betrieben werden können. In dieser Betriebsart beträgt die Nennleistung 2 × 36 MW.
Zwischen 2012 und 2014 wurde das Pumpspeicherkraftwerk einer Revision und Modernisierung unterzogen. Die Wiederinbetriebnahme erfolgte Ende Juli 2014.
Der Netzanschluss erfolgt über die Schaltanlage Hüttenrode auf der 110-kV-Hochspannungsebene in das Stromnetz des Verteilnetzbetreibers Avacon Netz GmbH.

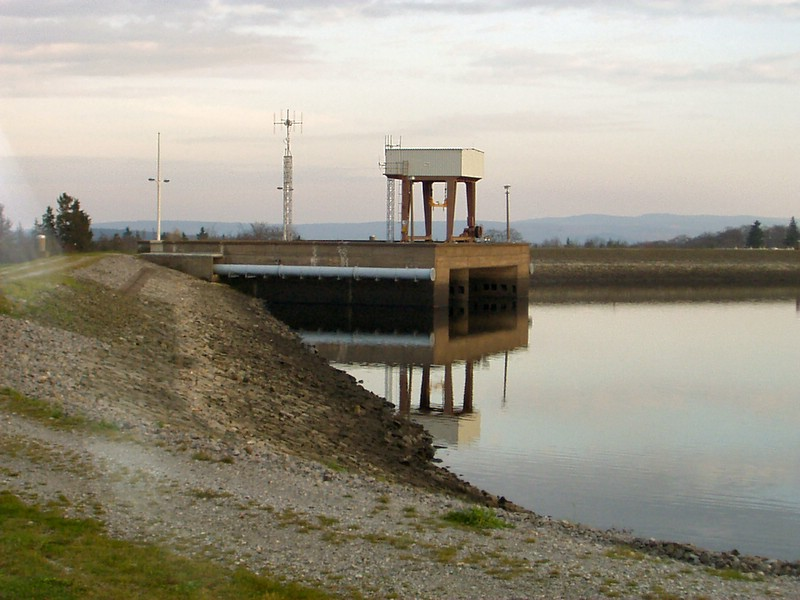
Oberbecken des Pumpspeicherkraftwerks
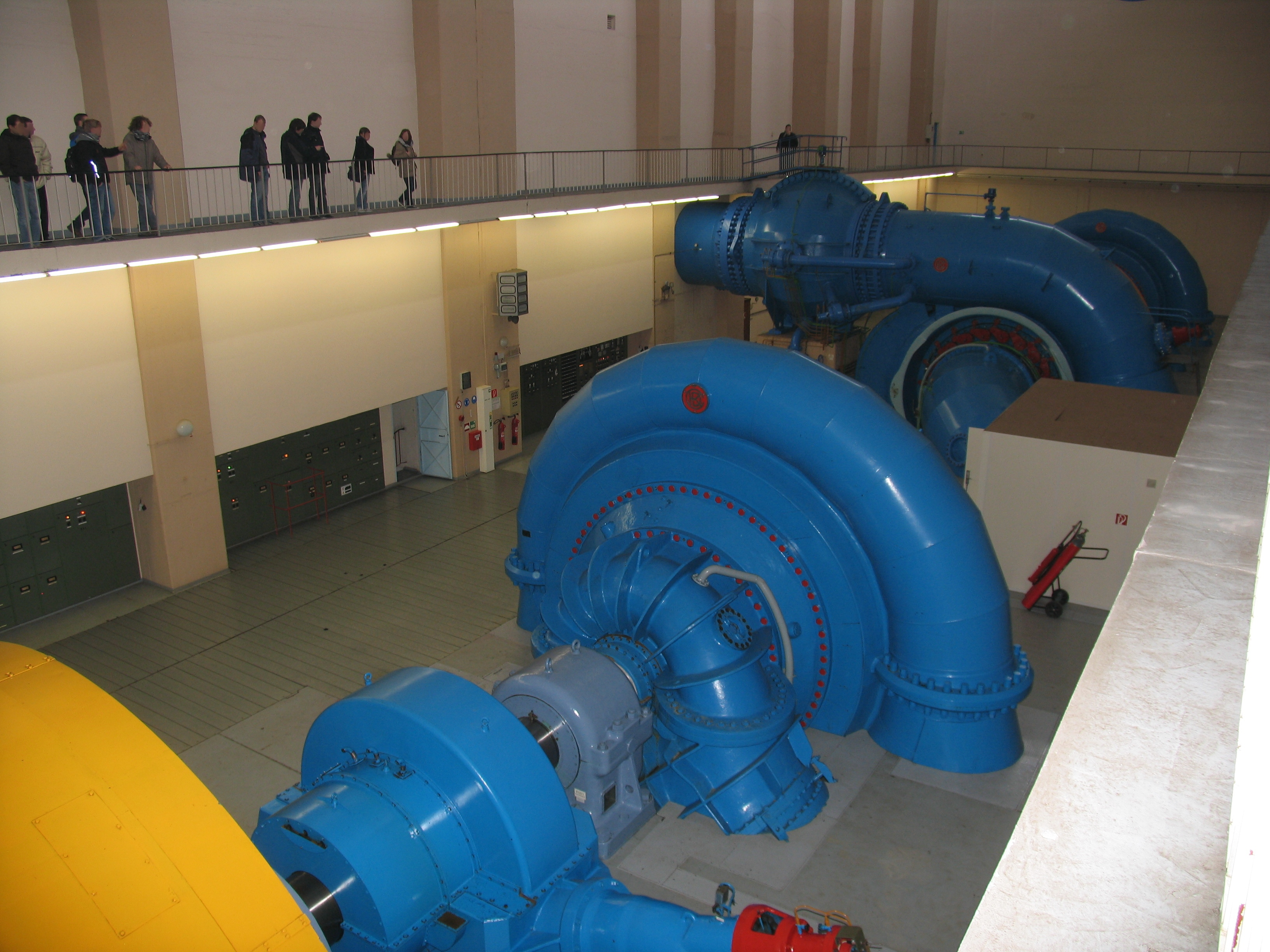
Maschinenhalle mit den beiden Pumpturbinen